# Panteón de Belén
El Panteón de Belén o Panteón de Santa Paula es un cementerio histórico ubicado en Guadalajara, Jalisco, México.  El ingreso se encuentra en calle Belén 684, en el centro histórico de Guadalajara. El cementerio es actualmente un Museo con exposiciones temporales y recorridos guiados. Se inauguró en 1848 y se cerró formalmente para entierros en 1896 aunque la última inhumación se realizó, vía tribunales, en 1969.  El Panteón de Belén está abierto al público solo para visitas guiadas diurnas y nocturnas.

## Información histórica
Un decreto del 29 de octubre de 1896 ordenó el cierre del panteón de Belén por razones de salud. Fue cerrado efectivamente el 1 de noviembre del mismo año. Aunque los derechos de los propietarios siguieron vigentes por varios años. 
El camposanto que se puede visitar actualmente se ubicó sobre la huerta del Hospital de San Miguel de Belén que fue proyectado por el obispo Antonio Alcalde y Barriga como parte de un complejo urbanístico mayor junto a las casitas, el santuario, el beaterio y el jardín botánico. El Hospital de Belén tenía un camposanto para sepultar a los pacientes que fallecían en el hospital y que fue conocido como patio de los Pobres. 
En 1824, la Junta Auxiliar de Gobierno de Guadalajara quiso retomar la construcción del Panteón proyectado por el obispo fray Antonio Alcalde y para financiarlo, vender propiedades que servían de manutención al actual Hospital Civil (en ese tiempo conocido aún como Hospital de San Miguel de Belén).
El administrador de los bienes del Hospital se resistió a la venta de las propiedades y, aunque la idea fue apoyada por el obispo Juan Cruz Ruiz de Cabañas, el obispado no contaba con recursos para financiarlo.
El siguiente obispo, José Miguel Gordoa y Barrios, tampoco logró la construcción del camposanto.
El obispo Diego de Aranda y Carpinteiro inició la construcción del cementerio proyectado por fray Antonio Alcalde en 1848 contratando al arquitecto tapatío Manuel Gómez Ibarra, quien lo terminó en 1850. Otras obras de Manuel Gómez Ibarra en Guadalajara son la cúpula del Hospicio Cabañas, las torres de la catedral, el pórtico del Templo de Nuestra Señora del Pilar y el Santuario de San José de Gracia.

## Mausoleo central

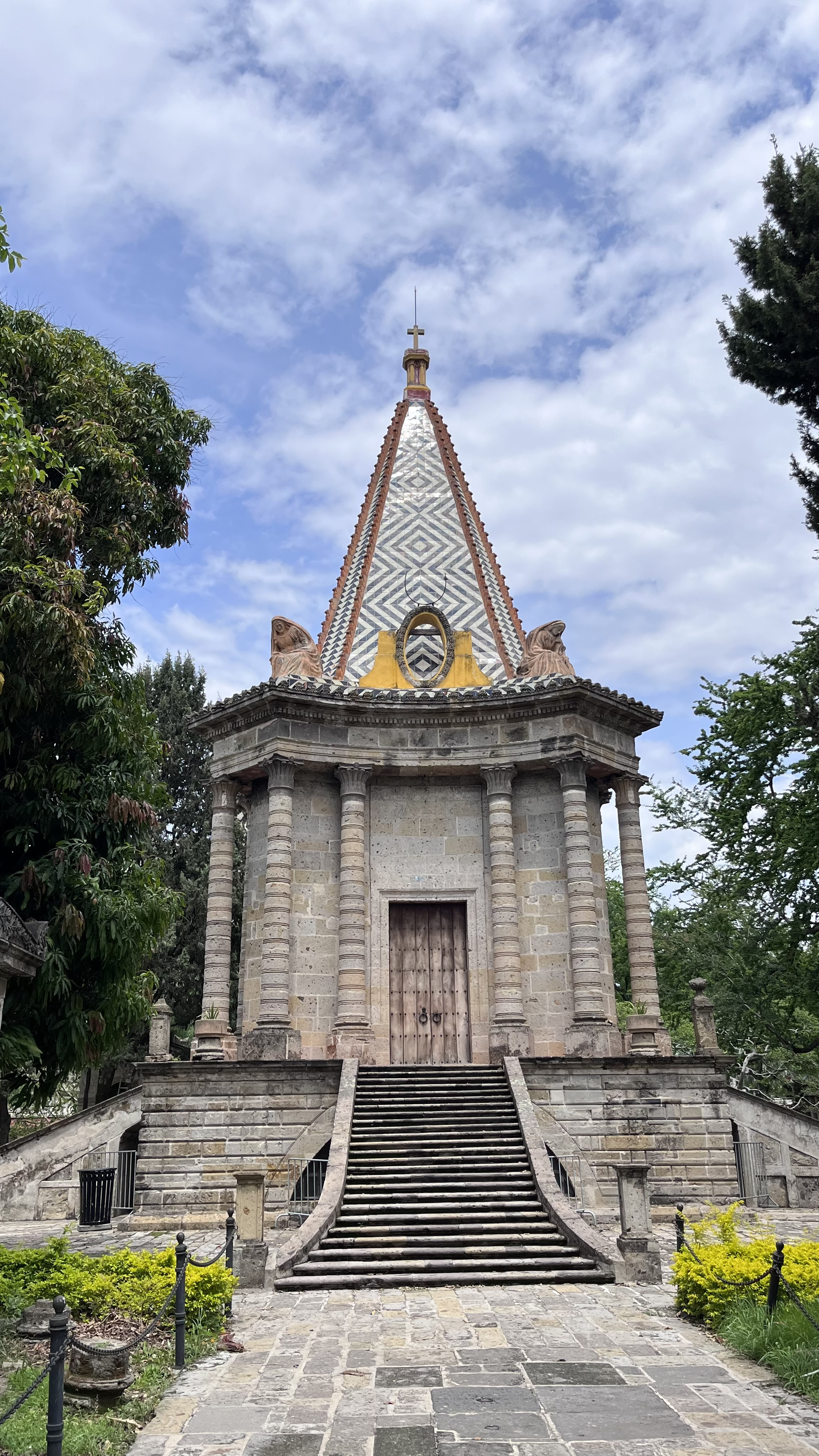
El Mausoleo o Sarcófago del panteón de Belén fue proyectado y construido por el arquitecto Manuel Gómez Ibarra. En sus palabras la describe "de estilo egipcio" y menciona la influencia del mausoleo de Cestio en Roma. La cripta aún guarda los restos mortales de decenas de tapatíos distinguidos y pudientes del.

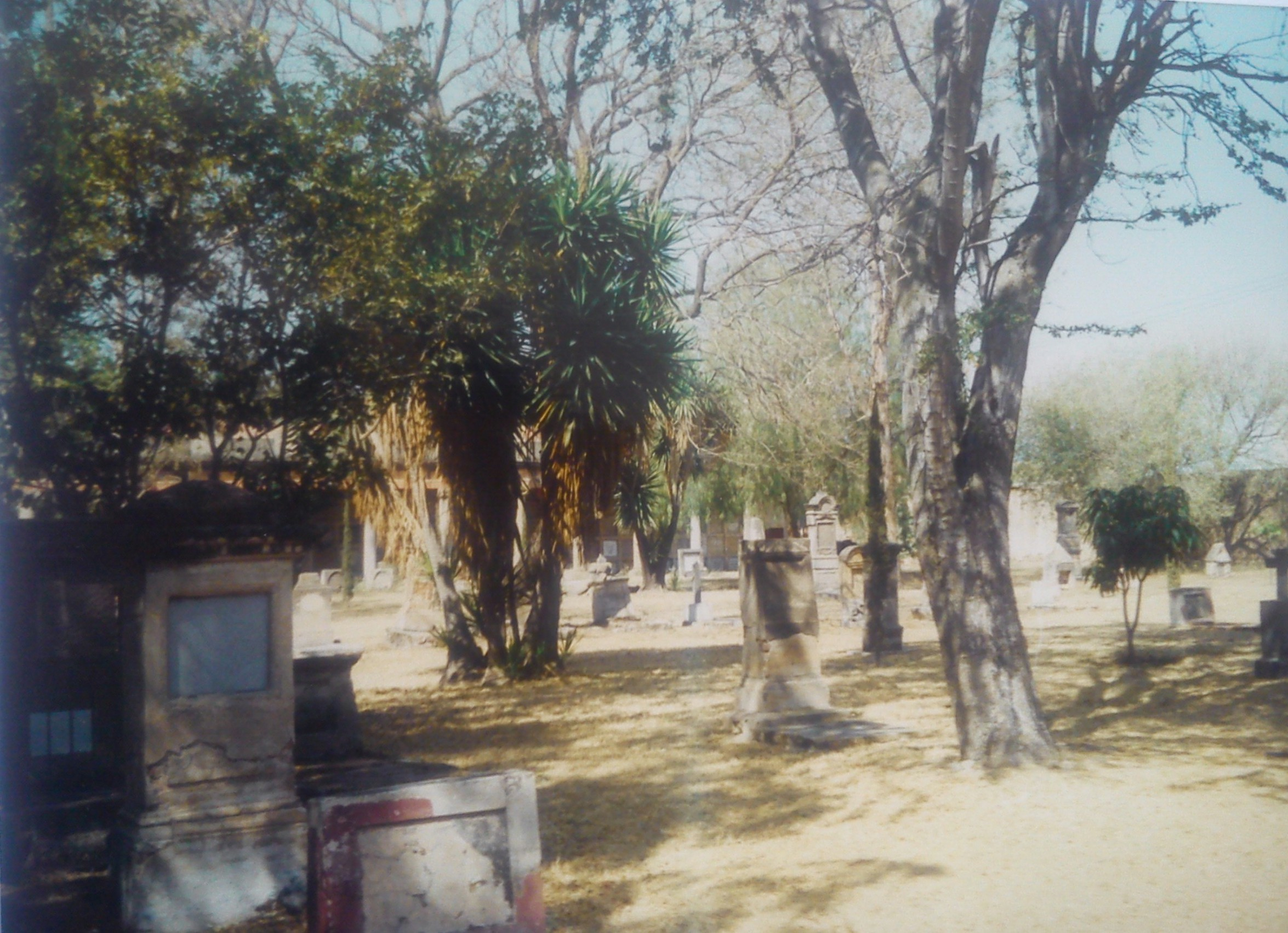
Guadalajara, Panteón de Belén, Sección Norte.

En el centro del Panteón de Belén se eleva el Mausoleo o Sarcófago que fue descrito por el propio Manuel Gómez Ibarra respondiendo en un informe a Mariano de la Bárcena en 1880:
"Tiene la forma de un cuadrilongo de 130 metros de anchura por 350 de longitud y está dividido en dos patios, el primero  que está al poniente, tiene una planta cuadrada de 180 metros por lado, y su entrada está al poniente; en sus lados poniente y norte que están terminados, existen dos corredores con cincuenta arcos cada uno y tiene el primero quince gavetas en cada dieciocho el segundo; el orden arquitectónico de estos corredores es el jónico. 
En el centro de ese primer patio, se levanta una capilla coronada por una pirámide de una altura total de 40 metros, y pertenece este monumento al estilo egipcio; está sobre una capilla subterránea, que tiene 64 gavetas en las cuales anteriormente se daba sepultura a los canónigos y hoy se consideran como gavetas de distinción."
Aunque también se barajó en sus inicios que estaba inspirada en el mausoleo de Halicarnaso el texto de Gómez Ibarra nos aclara su construcción.
El 11 de noviembre de 1889, el general Ramón Corona, entonces gobernador de Jalisco, murió luego de ser apuñalado. Sus restos fueron sepultados en este mausoleo central, dando inicio a la costumbre de honrar a los hombres ilustres en ese lugar. El 15 de mayo de 1967 su cuerpo momificado fue llevado a la actual Rotonda de los Jaliscienses Ilustres.
El pináculo del mausoleo está revestido de cerámica de Sayula.  En cada esquina de la base de la pirámide hay una escultura monumental de plañidera, dando un total de cuatro.  Entre cada una de las plañideras hay un medallón ornamental con motivos vegetales.

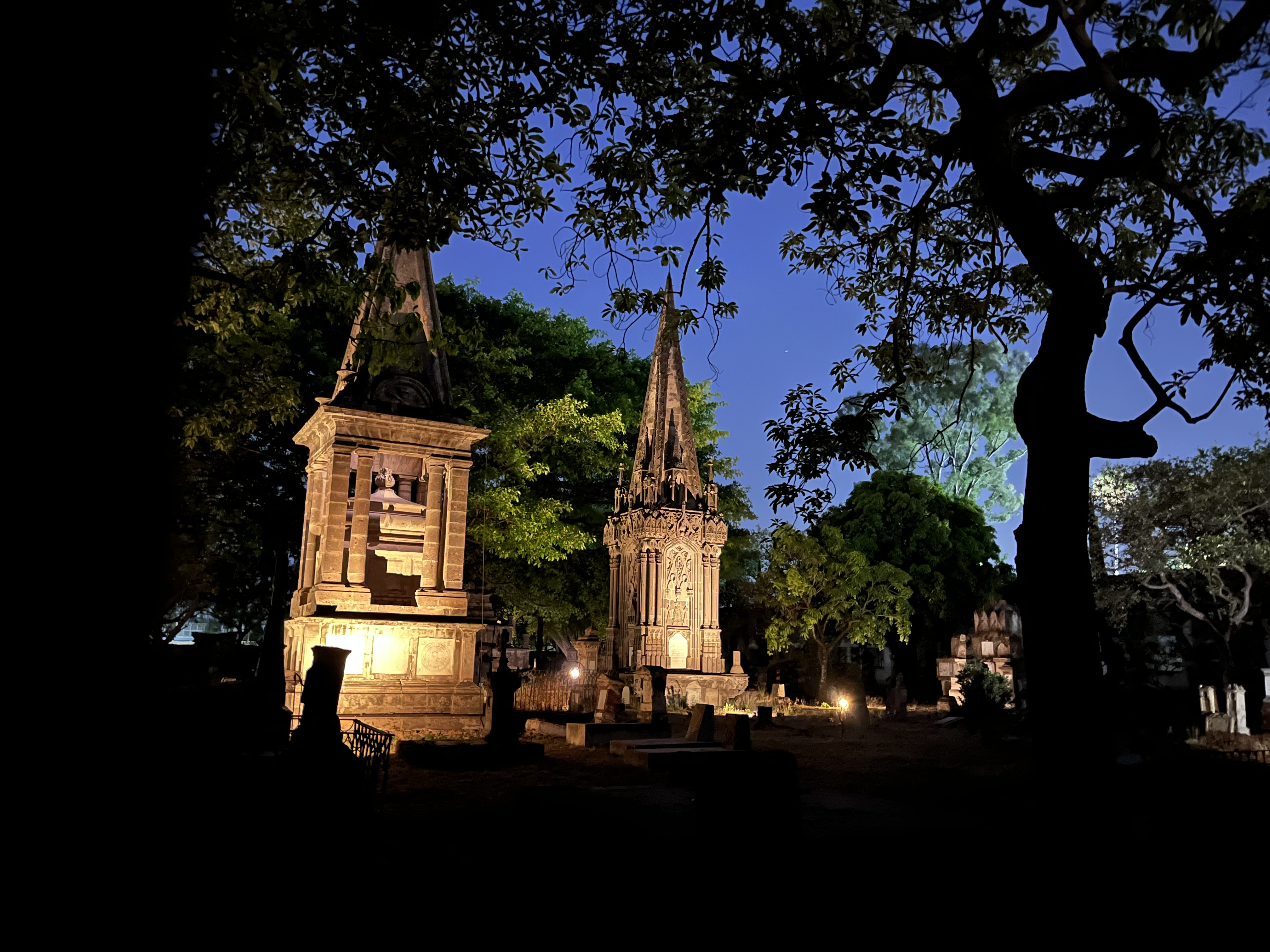
Patio Surponiente del Panteón de Belén o de Santa Paula desde la Galería Poniente.

## Leyendas

### Al fin juntos
En 1850 José María Castaños, de una familia adinerada, y su novia Andrea, de orígenes humildes, estaban enamorados y caminaban por las calles de Guadalajara solo pensando en el día que estarían juntos. La madre de José no aprobaba su relación porque le aborrecía la idea de tener una nuera pobre. Intentó sobornar a los padres de Andrea para presionarla en ponerle fin a la relación. Sus padres se ofendieron por la oferta de la madre de José y ya tampoco aprobaron su relación. La pareja desesperada decidió que era mejor morir juntos para así lograr unirse. Después de descubrir sus cadáveres fueron sepultados juntos en el Panteón de Belén. La madre de José asumió la culpa de sus muertes y puso una guirnalda de flores enlazando las cruces de sus tumbas. Con el tiempo la guirnalda se convirtió en piedra, y la señora lo vio como una señal del perdón de la pareja.

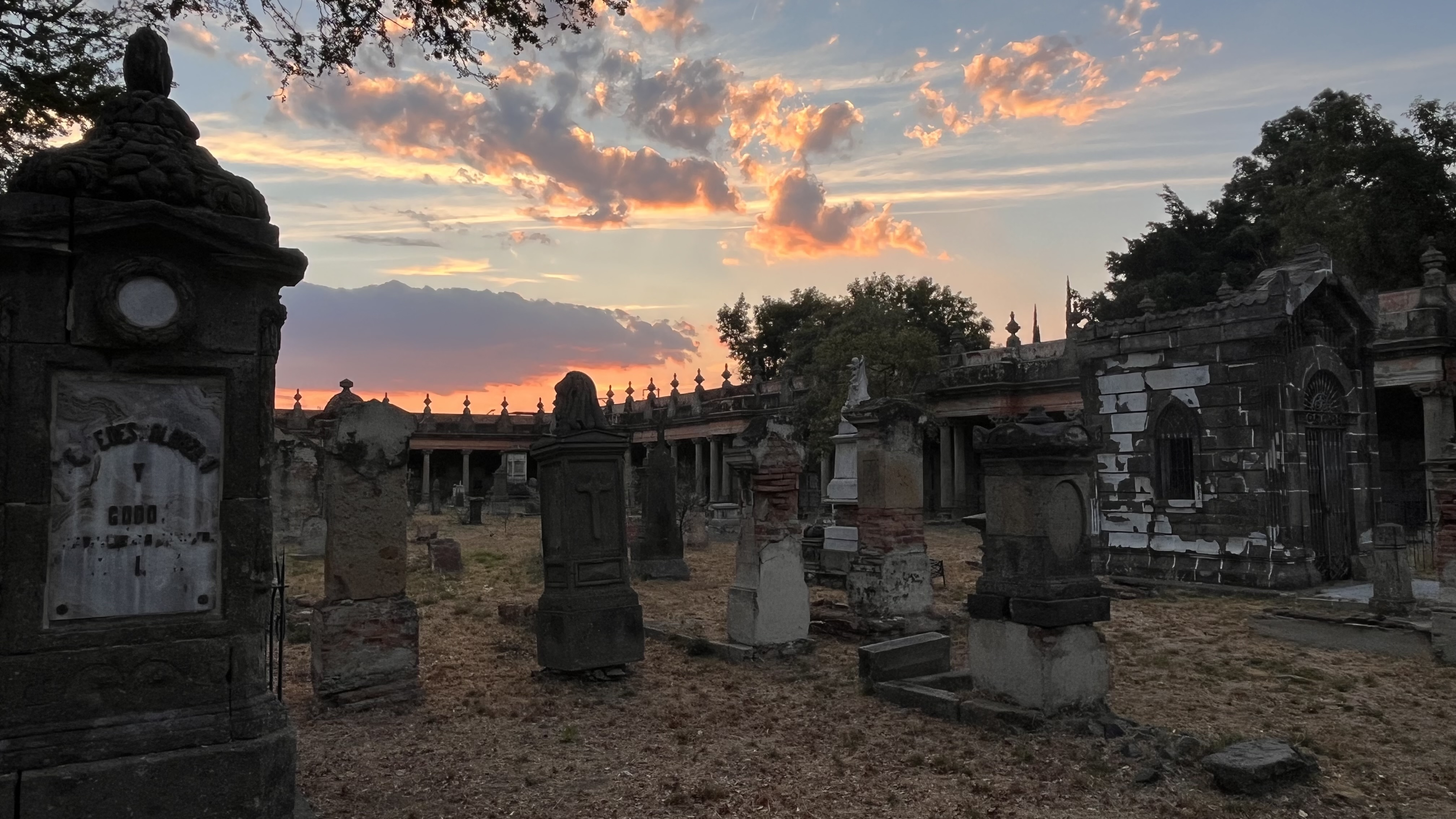
Patio del Panteón de Belén o de Santa Paula desde el Mausoleo. Foto de Julio César Herrera Osuna encargado del Panteón de Belén. Julio de 2023.

### Consultorio médico
En las gavetas del camposanto se encuentra uno de los mejores conservados epitafios, perteneciente al médico José G. Castro que falleció a la temprana edad de los 29 años. Después de su muerte mucha gente acudía a su tumba, primero para ofrecer sus condolencias y luego para pedir ayuda para sanarse. La leyenda cuenta que toda persona que acuda a su epitafio al mediodía en punto y le haga una oración será cumplida su petición para una persona enferma.

### Nachito, el niño con nictofobia
Ignacio Torres Altamirano era un niño que le temía mucho a la oscuridad, lo que es conocido como la nictofobia. Era tanto su miedo que siempre tenían que permanecer las luces encendidas en su cuarto para evitar que llorara y gritara. Una noche por descuido de la niñera o de sus propios padres, amaneció el niño muerto. Fue sepultado en el Panteón de Belén. Al día siguiente encontraron su cuerpo encima de la tumba como si lo hubieran desenterrado. Volvieron a enterrarlo, pero el suceso se repetía todos los días hasta que sus padres y las autoridades decidieron dejar su tumba afuera e iluminada. No se volvieron a repetir los sucesos y hoy en día es común que los visitantes dejen caramelos y juguetes.

### El árbol del vampiro
En la época virreinal llegó Don Jorge, un hombre adinerado de Europa. Todas las noches salía con una actitud rara y vestido de negro. Cada cuando salía siempre aparecían animales muertos y pronto empezaron a morir humanos también. Los pobladores salieron en busca del hombre y en el Panteón de Belén lo encontraron con su boca en el cuello de otro hombre. Logró huir por un momento pero los pobladores no desistieron y llegaron hasta su hacienda. Uno de ellos logró apuntarlo y el hombre vampiro dijo que se vengaría de todos. Fue enterrado en el mismo camposanto y comenzó a crecer un árbol sobre su tumba. El árbol ha roto su tumba y la leyenda cuenta que el día que se rompa por completo la tumba o sea derribado el árbol se llevará a cabo la venganza del vampiro.

## Personajes destacados enterrados en el Panteón de Belén
- Agustín Rivera Sanromán. Sacerdote, abogado e historiador.
- Esteban Alatorre. Abogado especializado en Derecho, nunca aceptó un puesto público.
- Joaquín Angulo. Miembro del Foro Jalisciense y gobernador del Estado.
- Fortunato Arce. Médico eminente, perteneció a la Academia Nacional de Medicina de México.
- Jesús Camarena. Diputado local y federal, gobernador interino, varias veces presidente del Suprema Corte de Justicia de la Nación y gobernador del Estado.
- José Justo Corro: Gobernador del estado de 1828 a 1829 y Presidente interino de México de 1836 a 1837.
- Juan N. Cumplido: Miembro de la Sociedad Patriótica de Guadalajara, diputado en varios congresos, vicegobernador de Jalisco, gobernador interino y gobernador de Jalisco.
- Gregorio Dávila: Secretario del Ayuntamiento, diputado federal y local, secretario de Gobierno, inspector de la Guardia Nacional y gobernador del Estado.
- Aurelio L. Gallardo: Escritor y poeta.
- Pedro A. Galván: Gobernador del Estado.
- Manuel Gómez Ibarra: Arquitecto; constructor del Panteón de Belén.
- Juan Carlos González Velázquez: Piloto aviador en la Fuerza Aérea Mexicana.
- Alfonso Gutiérrez Hermosillo: Poeta.
- Ignacio Herrera y Cairo: Médico cirujano; defensor de los indios en los litigios sobre la tierra.
- Josefa Letechipía Cuéllar de González: poetisa zacatecana, quien escribió en El Ensayo Literario, primera revista literaria de Guadalajara, a mediados del siglo XIX.
- Juan B. Matute: Ingeniero que se dedicó al trabajo hidráulico en la Hacienda del Estado y profesor del Liceo de Varones.
- José Silverio Núñez: Segundo gobernador del Estado de Colima.
- Aurelio Ortega: Educador, director de la Escuela Normal de Varones, director de educación.
- Alfredo Placencia: Presbítero y poeta.
- Dionisio Rodríguez: Abogado y benefactor, secretario del Ayuntamiento, diputado local.
- José Rolón: Compositor.
- Ana Josefa Cañedo de Caserta.

### Personajes trasladados a la Rotonda de los Jaliscienses Ilustres
- Ramón Corona: Gobernador del Estado.
- Severo Díaz: Historiador, director del Observatorio Astronómico de Ciudad Guzmán y de Guadalajara.
- Enrique Díaz de León: Primer rector de la Universidad de Guadalajara, diputado federal y local.
- Manuel M. Diéguez: Gobernador, precursor del movimiento obrero, estadista y legislador.
- Jacobo Gálvez: Constructor del Teatro Degollado.
- Manuel López Cotilla: Educador, formuló el plan para el arreglo de la institución primaria, proyectó la enseñanza Normal y publicó los primeros libros de texto.